# Squadra selvaggia
Squadra selvaggia è un film italiano del 1985 diretto da Umberto Lenzi.

## Trama
Un giovane capo sudamericano in esilio viene contattato da un'importante azienda multinazionale che gli offre la possibilità di tornare al suo paese e rovesciare il nuovo governo, basato su una dittatura sanguinosa e crudele. Lo scopo della multinazionale non è altro che quello di avere l'esclusiva su delle ricchissime miniere. Sembra un buon affare per ambo le parti, ma il capo si rifiuta di prendere parte all'operazione in quanto suo figlio è tenuto come ostaggio. Così si decide di reclutare un gruppo di mercenari, per poter liberare il ragazzo, ma non tutto andrà per il verso giusto.

## Date di uscita e titoli internazionali
| Date di uscita internazionali | Date di uscita internazionali | Date di uscita internazionali |
| Paese                         | Data                          | Titolo                        |
| ----------------------------- | ----------------------------- | ----------------------------- |
| Italia                        | 6 dicembre 1985               | Squadra selvaggia             |
| Francia                       |                               | Cinq salopards en Amazonie    |
| Germania Ovest                | 7 novembre 1985               | Hungrige Skorpione            |
| Stati Uniti                   |                               | Wild Team                     |
| Inghilterra                   |                               | Thunder Squad                 |